# 14 oktober
14 oktober är den 287:e dagen på året i den gregorianska kalendern (288:e under skottår). Det återstår 78 dagar av året. Detta ansågs förr vara den första dagen på vinterhalvåret (den första vinterdagen eller Calixtusdagen), vilken på runstavar utmärktes med ett avlövat träd.

## Namnsdagar

### I den svenska almanackan
- Nuvarande – Stellan
- Föregående i bokstavsordning
  - Calixtus – Namnet fanns, till minne av Calixtus I den förste påven med detta namn, på dagens datum före 1901, då det utgick.
  - Helfrid – Namnet infördes 1986 på 4 juni, men flyttades 1993 till dagens datum och utgick 2001.
  - Mandor – Namnet infördes på dagens datum 1986, men utgick 1993.
  - Manfred – Namnet infördes på dagens datum 1901, men flyttades 2001 till 12 oktober.
  - Manne – Namnet infördes på dagens datum 1986, men flyttades 1993 till 26 mars och utgick 2001.
  - Stellan – Namnet infördes 1986 på 15 augusti, men flyttades 2001 till dagens datum.
- Föregående i kronologisk ordning
  - Före 1901 – Calixtus
  - 1901–1985 – Manfred
  - 1986–1992 – Manfred, Mandor och Manne
  - 1993–2000 – Manfred och Helfrid
  - Från 2001 – Stellan
- Källor
  - Brylla, Eva (red.). Namnlängdsboken. Gjøvik: Norstedts ordbok, 2000 ISBN 91-7227-204-X
  - af Klintberg, Bengt. Namnen i almanackan. Gjøvik: Norstedts ordbok, 2001 ISBN 91-7227-292-9

### Finlandssvenska almanackan
- Nuvarande från 1950[1] – Elsa, Else, Ilse
- I föregående revideringar[a][2]
  - 1929–1949 – Elsa

## Händelser
- 222 – Sedan Calixtus I har avlidit tidigare samma år väljs Urban I till påve.
- 1066 – I slaget vid Hastings besegrar en normandisk här under Vilhelm Erövraren en engelsk här under den anglosaxiske kungen Harald Godwinsson. Sedan denne har stupat i slaget utropas hans brors sonson Edgar till kung av England. Detta slag, och då även året, brukar betraktas som det definitiva slutet på vikingatiden i de nordiska länderna.
- 1435 – Den avsatte Erik av Pommern erkänns åter som svensk kung.
- 1648 – I staden Münster sluts den westfaliska freden, vilket avslutar det trettioåriga kriget.
- 1758
  - Slaget vid Hochkirch under sjuåriga kriget.
  - Norrköpings Tidningar kommer ut med sitt första nummer.
- 1806 – Dubbelslaget vid Jena/Auerstedt under napoleonkrigen.
- 1872 – Japans första järnvägs öppnades mellan Shimbashi i Tokyo och Yokohama.
- 1900 – Sigmund Freud publicerar boken Drömtydning.
- 1939 – Det brittiska slagskeppet Royal Oak sänks i Scapa Flow av en tysk ubåt.
- 1943 – Filippinerna förklarar sig självständigt.[3]
- 1944 – Generalfältmarskalk Erwin Rommel begår självmord på Hitlers order.
- 1958 – Autonoma Republiken Malagasy utropas.[4]
- 1947 – Chuck Yeager, amerikansk testpilot, flyger som förste man fortare än ljudets hastighet i planflykt med Bell X-1.
- 1961 – Radioprogrammet Tio i topp sänds för första gången.
- 1962 – Kubakrisen börjar med att ett U2-plan fotograferar sovjetiska kärnvapenbärande robotar på Kuba.
- 1964 – Nikita Chrusjtjov avsätts som Sovjetunionens ledare.
- 2005 – Pontonkranen Lodbrok kolliderar med Essingebron på Essingeleden, se kollisionen mellan Lodbrok och Essingebron.
- 2006 – Maria Borelius avgår som handelsminister efter en rekordkort tid.
- 2009 – Räkmackans dag instiftas på Arlanda.
- 2010 – De 33 gruvarbetare, som har suttit instängda 600 meter under marken i den chilenska San José-gruvan sedan gruvan rasade den 5 augusti blir alla räddade, genom att hissas upp med hjälp av en kapsel genom ett specialborrat hål.
- 2012 – Felix Baumgartner slår rekord genom att hoppa från stratosfären och göra längsta fritt fall, på en höjd av 39 068 meter.

## Födda
- 1425 – Alesso Baldovinetti, florentinsk målare.
- 1465 – Konrad Peutinger, tysk humanist.
- 1499 – Claude av Frankrike, Frankrikes drottning.
- 1633 – Jakob II, kung av England, Skottland och Irland 1685–1688.
- 1735 – Johan Michael Fant,  svensk domprost i Västerås och riksdagsman
- 1783 – Samuel Johan Hedborn, svensk författare och psalmförfattare.
- 1784 – Ferdinand VII av Spanien, kung 1808 och 1814–1833.
- 1792 – Friedrich Parrot, balttysk vetenskapsman och upptäcktsresande.
- 1793 – Erik Johan Stagnelius, svensk lyriker.
- 1801 – Joseph Plateau, belgisk fysiker.
- 1822 – Julie Berwald, svensk operasångare.
- 1829
  - Franz von Holtzendorff, tysk liberal jurist och skriftställare.
  - August Malmström, konstnär.
- 1834 – Philipp Josef Pick, österrikisk dermatolog.
- 1841 – Wilhelm Carlson, svensk direktör och riksdagsman.
- 1852 – Otto Binswanger, schweizisk läkare, professor.
- 1873 – Ray Ewry, amerikansk friidrottare.
- 1880 – Vilhelm Ekelund, svensk författare.
- 1882 – Éamon de Valera, Irlands president 1959–1973.
- 1886 – Frank Porter Graham, amerikansk demokratisk politiker och professor, senator (North Carolina) 1949–1950.
- 1890 – Dwight D. Eisenhower, amerikansk militär och politiker, USA:s president 1953–1961.
- 1893
  - Lillian Gish, amerikansk skådespelare.
  - Gustaf Widner, svensk verkstadsarbetare och politiker (socialdemokrat).
- 1894 – Heinrich Lübke, västtysk politiker, förbundspresident 1959–1969.
- 1896 – Bud Flanagan, brittisk komiker och skådespelare.
- 1905 – Pentti Haanpää, finländsk författare.
- 1906 – Hanna Arendt, tysk-amerikansk politisk teoretiker.
- 1909 – Bernd Rosemeyer, tysk racerförare.
- 1911 – Lê Đức Thọ, vietnamesisk politiker, mottagare av Nobels fredspris 1973.
- 1914 – Raymond Davis Jr., amerikansk fysiker, mottagare av Nobelpriset i fysik 2002.
- 1920
  - Åke Arenhill, svensk konstnär, kåsör och textförfattare.
  - Cécile Ossbahr, svensk skådespelare.
- 1924 – Gunnel Linde, svensk författare och grundare av BRIS.
- 1927 – Roger Moore, brittiskfödd skådespelare, James Bond etc.
- 1930
  - Mobutu Sese Seko, president och diktator i Zaire (nuvarande Kongo-Kinshasa).
  - Alan Williams, brittisk parlamentsledamot.
- 1933 – Gunnel Nilsson, svensk sångare och skådespelare.
- 1934 – Kerstin Tidelius, svensk skådespelare.
- 1936 – Ludvig Rasmusson, svensk författare, journalist och kåsör.
- 1938 – Farah Pahlavi, ex-kejsarinna av Iran.
- 1939 – Ralph Lauren, amerikansk kläddesigner och författare.
- 1940 – Cliff Richard, brittisk sångare.
- 1941 – Inger Öjebro, svensk skådespelare.
- 1944 – Bodil Mårtensson, svensk regissör, manusförfattare, skådespelare och teaterpedagog.
- 1945
  - Bo Könberg, svensk folkpartistisk politiker, konsultativt statsråd 1991–1994, landshövding i Södermanlands län 2006–2012.
  - Bernt Staf, svensk proggmusiker.
- 1946 – Peter Flack, svensk revyförfattare.
- 1952
  - Nikolaj Andrianov, sovjetisk gymnast, 15-faldig olympisk guldmedaljör.
  - Steve Rothman, amerikansk demokratisk politiker.
- 1956 – Beth Daniel, amerikansk golfspelare.
- 1959 – Björne Fröberg, svensk musiker, basist i The Nomads.
- 1963 – Maria Lundqvist, svensk skådespelare.
- 1965
  - Steve Coogan, brittisk skådespelare.
  - Karyn White, amerikansk sångerska.
- 1966 – Justine Kirk, svensk skådespelare, programpresentatör på Sveriges Television.
- 1968 – Gustave Lund, svensk kompositör, musiker, författare och skådespelare.
- 1970 – Pär Zetterberg, svensk fotbollsspelare.
- 1971 – Jyrki Katainen, finländsk samlingspartistisk politiker, statsminister 2011–2014.
- 1972 – Ken Vedsegaard, dansk skådespelare.
- 1974 – Natalie Maines, amerikansk countrysångare, medlem i The Chicks.
- 1975 – Carlos Spencer, nyzeeländsk rugbyspelare.
- 1978 – Usher, amerikansk artist.
- 1979 – Josef Tingbratt, svensk musiker, sångare i rockbandet Kite från Vårgårda.
- 1981 – Hannes Westberg, svensk demonstrant, blev skjuten av polisen i samband med göteborgskravallerna.
- 1986 – Iveta Mukutjian, armenisk sångerska, låtskrivare och modell.
- 1992 – Esra Bilgiç, turkisk skådespelare och modell.
- 2001 – Rowan Blanchard, amerikansk skådespelare.

## Avlidna
- 530 – Dioskurus, motpåve
- 1066 – Harald Godwinson, kung av England sedan 5 januari detta år (stupad i slaget vid Hastings)
- 1318 – Edward Bruce, högkung av Irland sedan 1315
- 1619 – Samuel Daniel, engelsk poet
- 1631 – Sofia av Mecklenburg, 74, drottning av Danmark och Norge 1572–1588, gift med Fredrik II
- 1689 – Adolf Johan av Pfalz-Zweibrücken, 60, svensk hertig och tysk pfalzgreve, bror till Karl X Gustav samt riksmarsk
- 1703 – Thomas Kingo, 68, dansk psalmförfattare
- 1804 – Samuel J. Potter, 51, amerikansk politiker, senator (Rhode Island)
- 1830 – John McLean, 39, amerikansk politiker, senator (Illinois)
- 1853 – Elisha Mathewson, 86, amerikansk politiker, senator (Rhode Island) 1807–1811
- 1903 – Henry L. Mitchell, 72,  amerikansk demokratisk politiker och jurist, guvernör i Florida
- 1925 – Samuel M. Ralston, 67, amerikansk demokratisk politiker, senator (Indiana)
- 1941 – Hjalmar Söderberg, 72, svensk författare och journalist
- 1944 – Erwin Rommel, 52, tysk generalfältmarskalk
- 1947 – Frank Heller, 61, svensk författare
- 1959 – Errol Flynn, 50, australisk-amerikansk skådespelare
- 1974 – Ingvar Andersson, 75, ledamot av Svenska Akademien
- 1977 – Bing Crosby, 74, amerikansk sångare och skådespelare
- 1979 – Lasse Dahlquist, 69, svensk kompositör, vissångare och skådespelare
- 1990
  - Leonard Bernstein, 72, amerikansk kompositör och dirigent
  - Carin Swensson, 85, svensk skådespelare och sångare
- 1995 – Kalle Widmark, 84, svensk kanotist
- 1997 – Harold Robbins, 81, amerikansk författare
- 1999 – Julius Nyerere, 77, tanzaniansk politiker, president
- 2005 – Erik Eriksson, 72, svensk dokumentärfilmare
- 2006 – Freddy Fender, 69, amerikansk countrysångare och musiker
- 2007 – Jan Raneke, 93, svensk heraldiker och konstnär
- 2008
  - Pat Moss, 73, brittisk rallyförare
  - Barbro Sedwall, 90, svensk tecknare och författare
- 2009
  - Lou Albano, 76, amerikansk fribrottare och skådespelare
  - Collin Wilcox, 74, amerikansk skådespelare
- 2010 – Benoît Mandelbrot, 85, polskfödd fransk matematiker, en frontfigur inom fraktal geometri
- 2011 – Laura Pollán, 63, kubansk oppositionsledare
- 2012 – John Clive, 79, brittisk författare och skådespelare
- 2014
  - Elizabeth Peña, 55, amerikansk skådespelare
  - Isaiah ”Ikey” Owens, 38, amerikansk keyboardist
- 2019 – Harold Bloom, 89, amerikansk litteraturvetare
- 2022 – Robbie Coltrane, 72, brittisk skådespelare
- 2023 – Piper Laurie, 91, amerikansk skådespelare

### Fotnoter
1. ↑  ”Universitetets namnsdagsalmanacka - Universitetets almanacksbyrå”. almanakka.helsinki.fi. Helsingfors universitet. https://almanakka.helsinki.fi/sv/kalender-2025/. Läst 22 februari 2025.
2. ↑  ”Namnsdagsrevideringar - Universitetets almanacksbyrå”. almanakka.helsinki.fi. Helsingfors universitet. https://almanakka.helsinki.fi/sv/namnsdagar/namnsdagsrevideringar.html. Läst 3 oktober 2020.
3. ↑  ”Philippines” (på engelska). World Statesmen. http://www.worldstatesmen.org/Philippines.htm. Läst 7 november 2012.
4. ↑  ”Madagascar” (på engelska). World Statesmen. http://www.worldstatesmen.org/Madagascar.htm. Läst 22 november 2012.